# The Mackintosh Man
The Mackintosh Man is een Amerikaans-Britse thriller uit 1973 onder regie van John Huston. Het scenario is gebaseerd op de roman The Freedom Trap (1971) van de Britse auteur Desmond Bagley.

## Verhaal
Joseph Rearden is een Brits geheim agent die tijdens de Koude Oorlog de schuld op zich neemt voor een diamantoverval. In de gevangenis moet hij contact maken met een ondergrondse organisatie om erachter te komen wie aan het hoofd ervan staat.

## Rolverdeling
| Acteur          | Personage          |
| --------------- | ------------------ |
| Paul Newman     | Rearden            |
| Dominique Sanda | Mevrouw Smith      |
| James Mason     | George Wheeler     |
| Harry Andrews   | Mackintosh         |
| Ian Bannen      | Slade              |
| Michael Hordern | Brown              |
| Nigel Patrick   | Soames-Trevelyan   |
| Peter Vaughan   | Brunskill          |
| Roland Culver   | Rechter            |
| Percy Herbert   | Taafe              |
| Robert Lang     | Jack Summers       |
| Jenny Runacre   | Gerda              |
| John Bindon     | Buster             |
| Hugh Manning    | Openbare aanklager |
| Wolfe Morris    | Politiecommissaris |